# Colette Revenu
Colette Revenu, née le 14 septembre 1944, est une fleurettiste française.

## Carrière
Colette Revenu termine sixième en fleuret par équipe lors des Jeux olympiques d'été de 1964 à Tokyo.
Sur le plan national, elle est sacrée championne de France de fleuret individuel dames en 1965.

## Famille
Elle est la fille du maître d'armes Ernest Revenu et la sœur de l'escrimeur Daniel Revenu.